# Henk Pellikaan
Hendricus Adriaan Pellikaan (Leerdam, 1910. november 10. – Tilburg, 1999. július 24.), holland válogatott labdarúgó.
A holland válogatott tagjaként részt vett az 1934-es világbajnokságon.